# Wilhelm Fiedler
Otto Wilhelm Fiedler (n. 3 aprilie 1832 la Chemnitz - d. 19 noiembrie 1911 la Zürich) a fost un matematician elvețian de limbă germană, cunoscut pentru contribuțiile sale din domeniul geometriei descriptive.
Studiile superioare le-a efectuat la Academia de Mine din Freiburg.
În perioada 1853 - 1864 a fost profesor la Școala Superioară de Meserii din Chemnitz, iar în 1867 intră ca profesor de matematică la Universitatea din Praga.
La Zürich a predat geometria descriptivă.
A construit un instrument utilizat în construcțiile geometrice, numit Cyclograf.
A tradus în germană lucrarea lui G. Salman: Treatise on Conic Sections ("Tratat asupra secțiunilor conice", 1848), lucrare care s-a bucurat de o deosebită apreciere în Germania și în străinătate.
1. 1 2  MacTutor History of Mathematics archive, accesat în 22 august 2017
2. 1 2  Wilhelm Fiedler, Autoritatea BnF
3. ↑  Autoritatea BnF, accesat în 10 octombrie 2015
4. ↑  Czech National Authority Database, accesat în 1 martie 2022
5. ↑  , p. 4 https://dml.cz/handle/10338.dmlcz/123257 Lipsește sau este vid: |title= (ajutor)